# 울트라맨
울트라맨(일본어: ウルトラマン)은 츠부라야 프로덕션이 제작하고 1966년 1월 2일부터 1967년 4월 9일 사이에 TBS 텔레비전에서 매주 일요일 19시부터 30분간 방영된 일본의 특수 촬영 TV 프로그램이다. 또한 그 극중에 등장하는 거대한 변신 영웅의 이름이다. 또한, "울트라맨"에 이어 방송되는 일련의 프로그램 및 그 극중 거대 변신 영웅도 "울트라맨"으로 총칭되는 경우가 있다.

## TV 시리즈
| 1966 | 울트라 Q             |
| 1966 | 울트라맨(1966)       |
| 1967 | 울트라 세븐          |
| 1971 | 돌아온 울트라맨      |
| 1972 | 울트라맨 에이스      |
| 1973 | 울트라맨 타로        |
| 1974 | 울트라맨 레오        |
| 1979 | 더★울트라맨          |
| 1980 | 울트라맨 80          |
| 1989 | 울트라맨 U.S.A.      |
| 1990 | 울트라맨 그레이트    |
| 1993 | 울트라맨 파워드      |
| 1995 | 울트라맨 네오스      |
| 1996 | 울트라맨 제아스      |
| 1996 | 울트라맨 티가        |
| 1997 | 울트라맨 다이나      |
| 1998 | 울트라맨 가이아      |
| 1999 | 울트라맨 나이스      |
| 2001 | 울트라맨 코스모스    |
| 2004 | 울트라맨 넥서스      |
| 2005 | 울트라맨 맥스        |
| 2006 | 울트라맨 뫼비우스    |
| 2007 | 울트라 세븐 X        |
| 2009 | 울트라맨 베리알      |
| 2010 | 울트라맨 제로        |
| 2012 | 울트라맨 사가        |
| 2013 | 울트라맨 긴가        |
| 2014 | 울트라맨 리부트      |
| 2015 | 울트라맨 X           |
| 2016 | 울트라맨 오브        |
| 2017 | 울트라맨 조피 50주년 |
| 2017 | 울트라맨 지드        |
| 2018 | 울트라맨 루브        |
| 2019 | 울트라맨 타이가      |
| 2020 | 울트라맨 Z           |
| 2021 | 울트라맨 트리거      |
| 2022 | 울트라맨 데커        |
| 2023 | 울트라맨 블레이저    |
| 2024 | 울트라맨 아크        |
| 2025 | 울트라맨 오메가      |

## 만화
- ULTRAMAN (만화)
- 신 울트라맨 (만화)
- 울트라맨: 라이징

## 영화
- 신 울트라맨